# China-Myanmar Economic Corridor

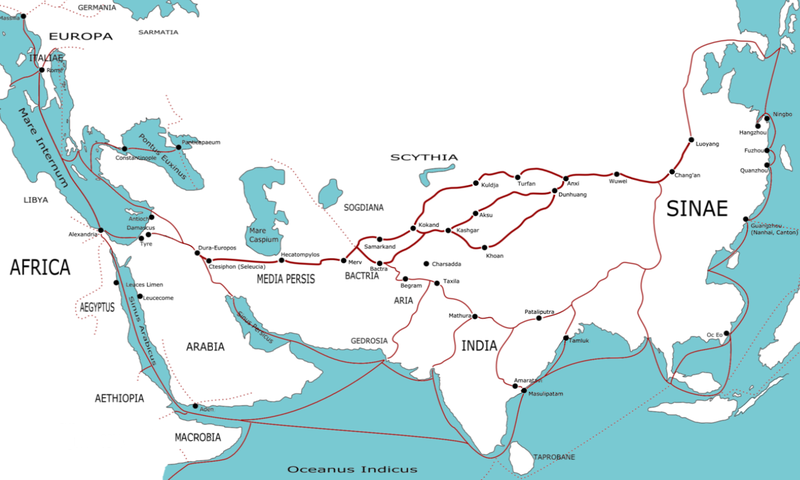
Bereits in der Antike bestand eine Verbindung zwischen China und dem Indischen Ozean als Teil der Seidenstraße.

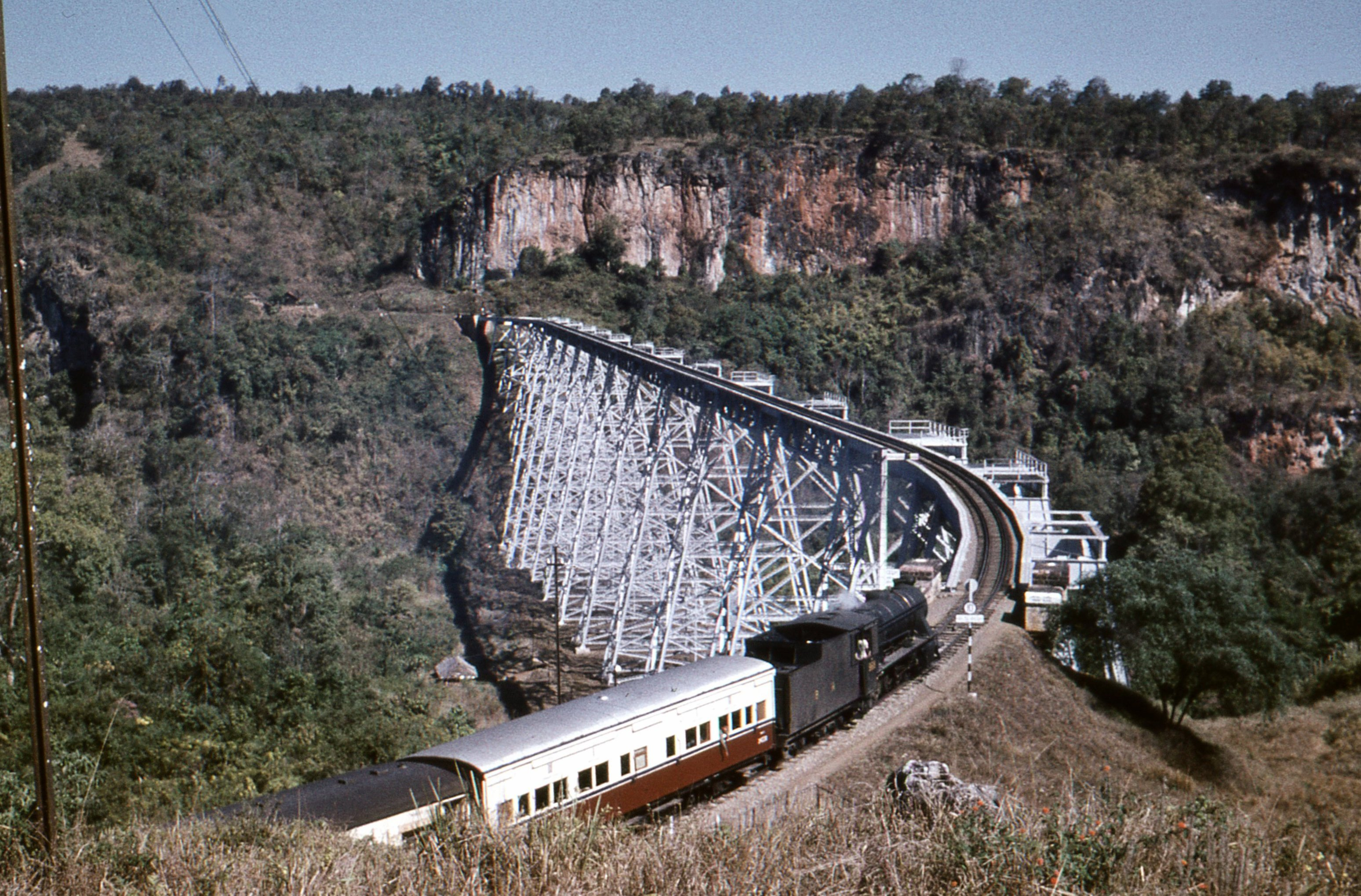
Die bestehende Schmalspur-Eisenbahn zwischen Lashio und Mandalay ist für den schnellen Güterverkehr nicht geeignet.

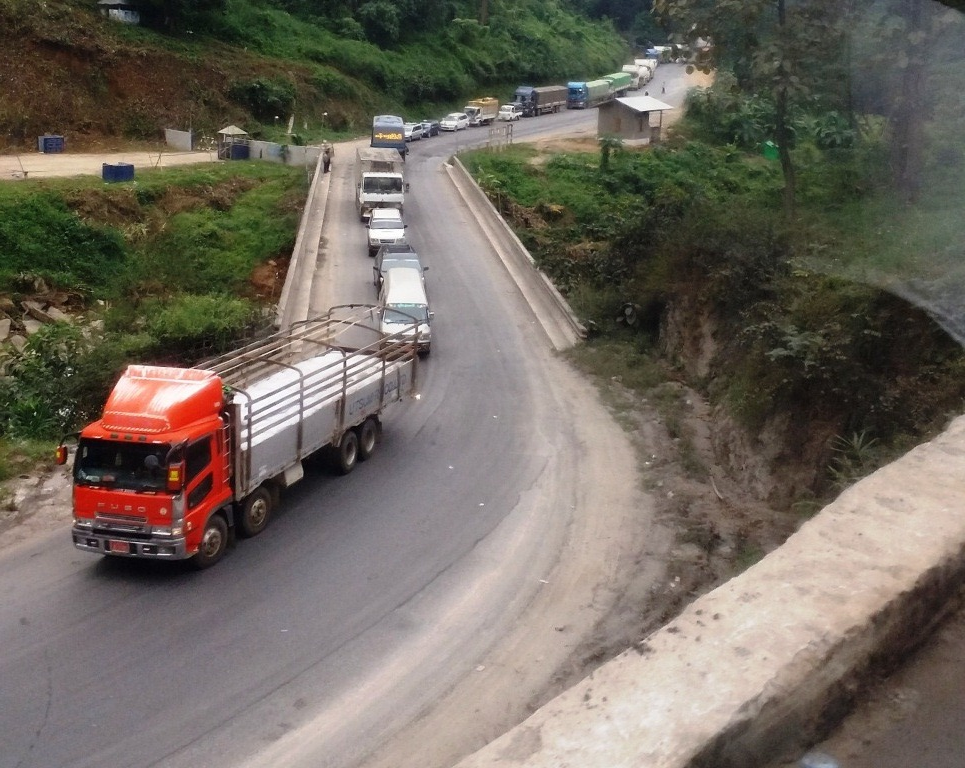
Zwar besteht seit 2010 eine Straße zwischen Lashio und Muse. Aber eine Eisenbahnlinie wurde Stand 2024 nicht realisiert.

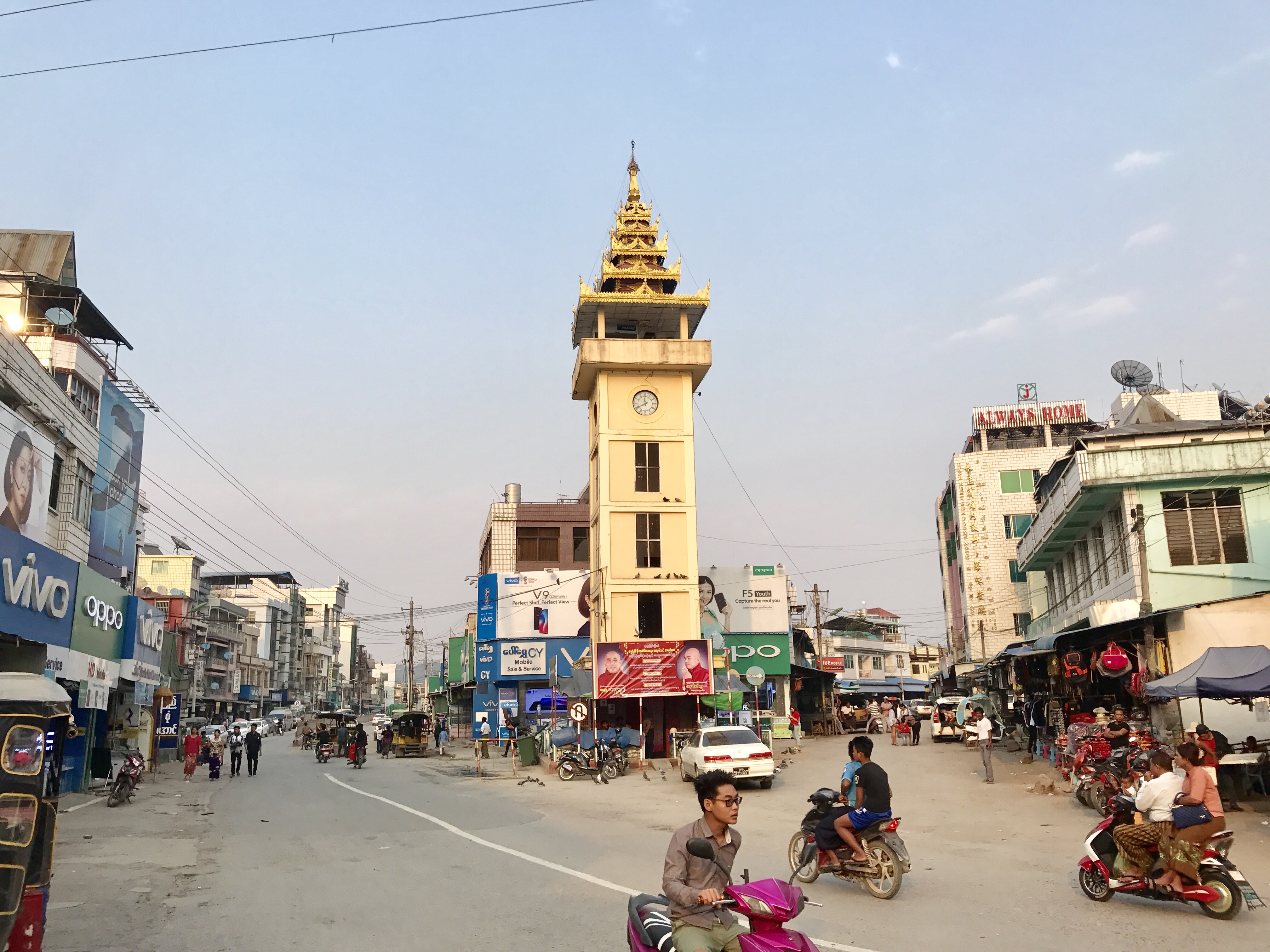
Ausgangspunkt des CMEC stellt die Stadt Muse an der chinesischen Grenze dar.

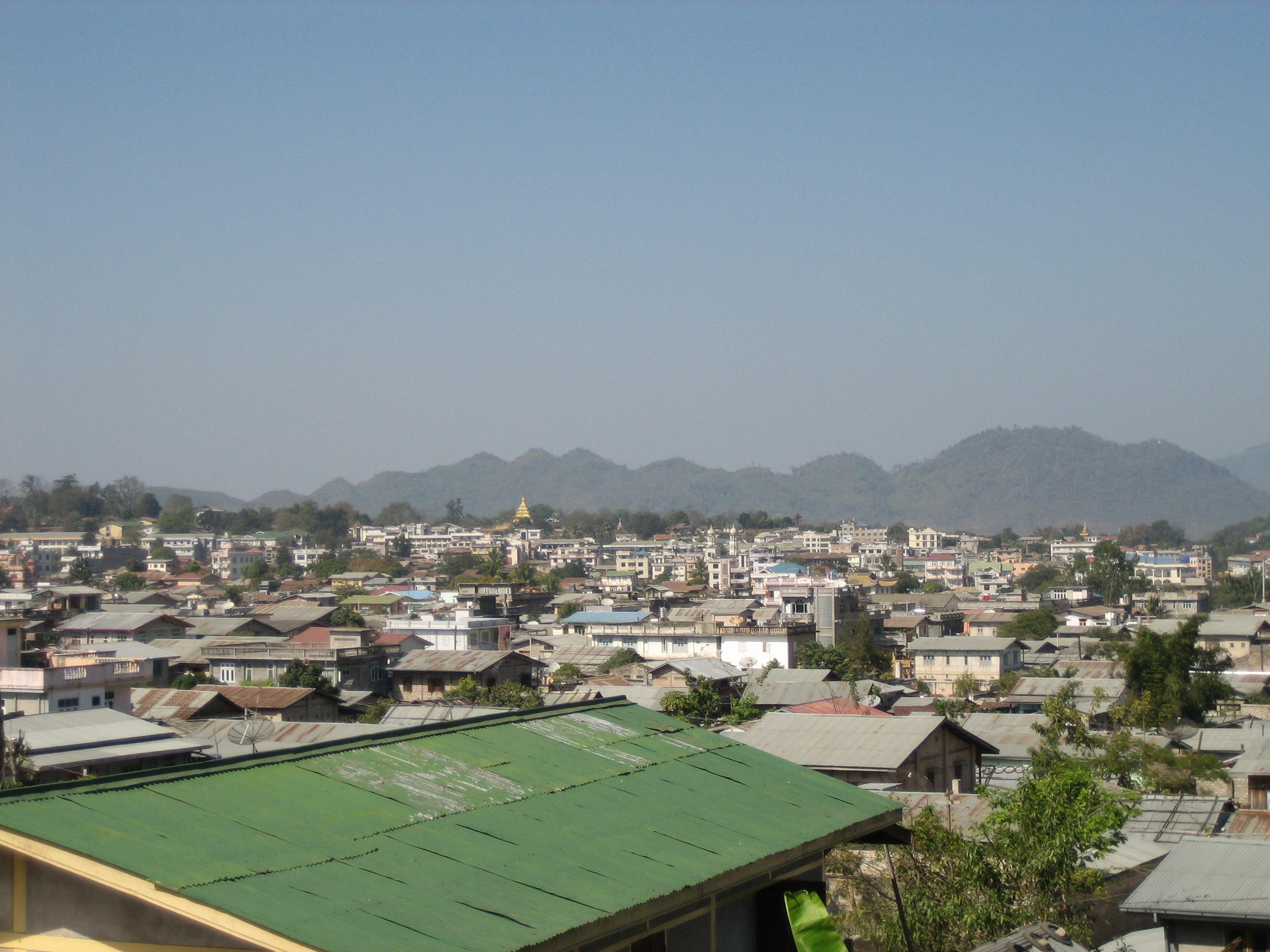
Das Zentrum von Lashio. 2024 wurde Lashio von bewaffneten ethnischen Organisationen belagert. Die Regierung sprengte Brücken in der Umgebung um den Fall zu verhindern. Lashio ist Endstation der Schmalspurbahn nach Mandalay.

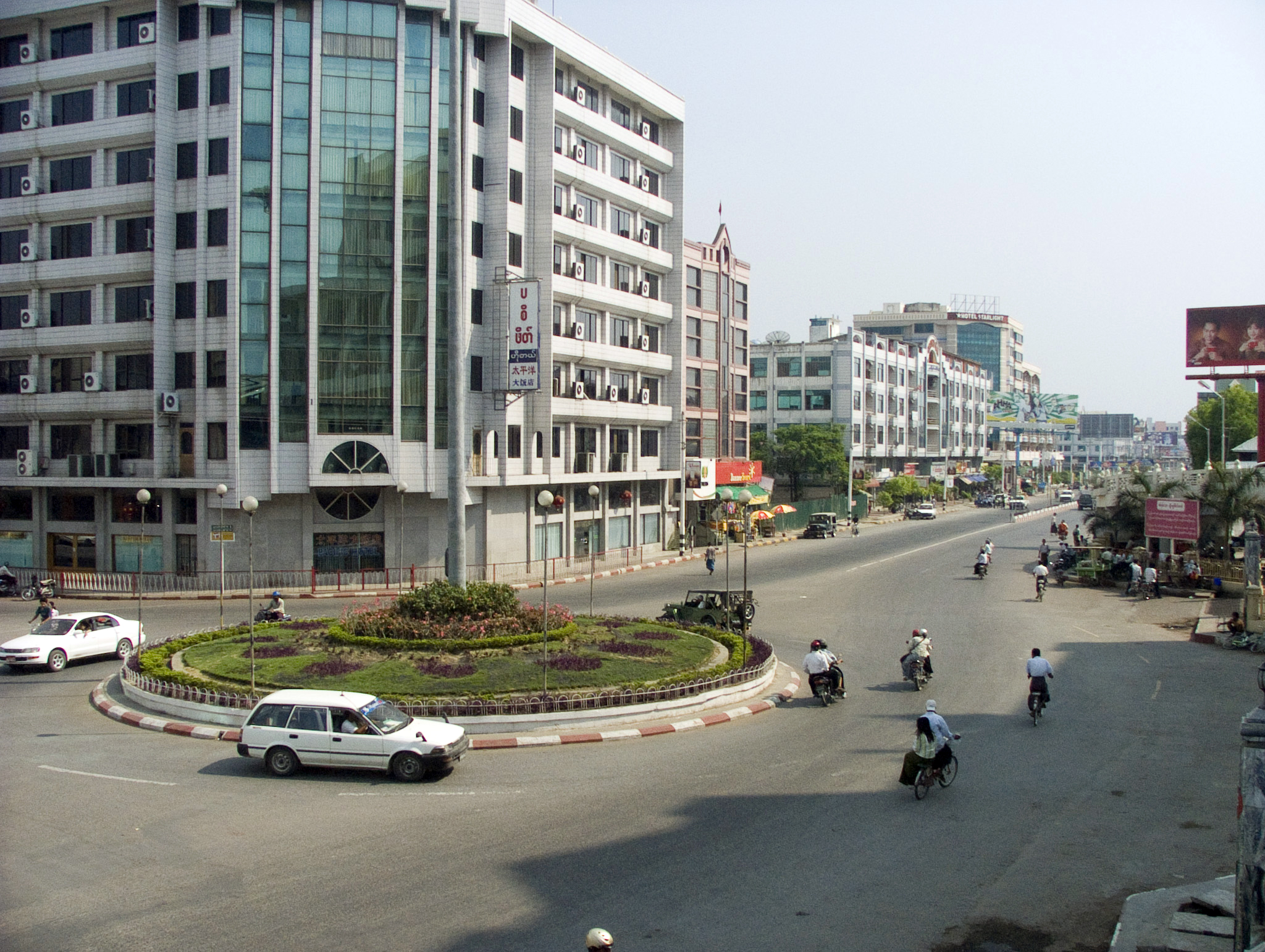
Mandalay war bis 1885 die letzte Hauptstadt eines unabhängigen Königreiches Burma. Die Stadt dient als Drehkreuz der Eisenbahnen in Myanmar.

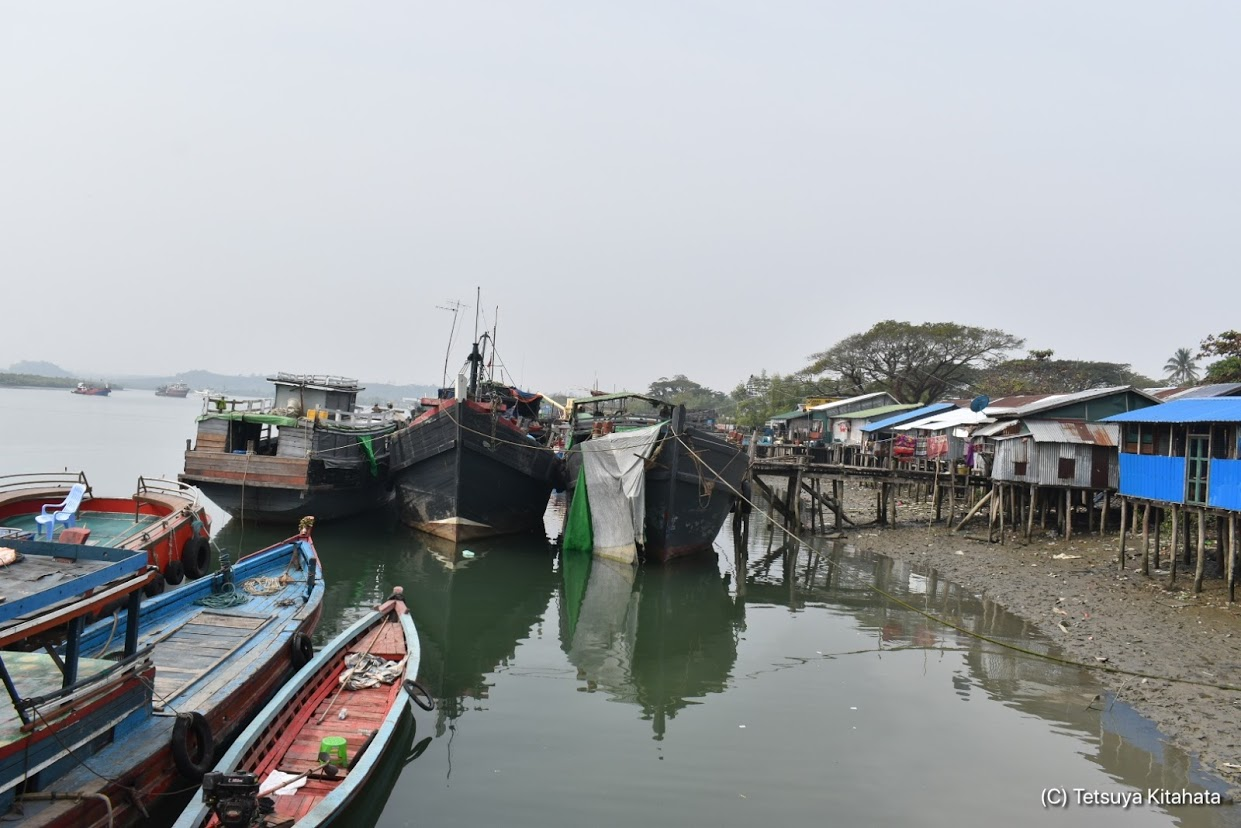
Der Hafen von Kyaukphyu soll den Endpunkt des CMEC bilden.

Unter dem China-Myanmar Economic Corridor (CMEC) versteht man eine Reihe von Infrastrukturprojekten, welche die Volksrepublik China in Myanmar realisieren möchte. Das Ziel der vorgeschlagenen Projekte ist ein Zugang der Provinz Yunnan zum Indischen Ozean. Um das Ziel zu erreichen, mischt sich China in die Politik des Landes ein. Der CMEC ist ein Teil der Initiative Neue Seidenstraße der Regierung in Peking.

## Projekte
Der CMEC sieht eine Normalspur-Eisenbahnlinie zwischen der chinesischen Stadt Kunming und dem myanmarischen Tiefseehafen Kyaukphyu vor. Die Eisenbahnlinie soll über Muse, Lashio und Mandalay nach Kyaukphyu geführt werden. In Mandalay soll die Eisenbahnlinie Anschluss an die von der japanischen Regierung finanzierte Bahnstrecke Mandalay – Yangon erhalten. Die Eisenbahn soll möglichst parallel zu den bestehenden Öl- und Gaspipelines zwischen Kyaukphyu und Muse verlaufen. Entlang der Strecke sind Sonderwirtschaftszonen mit Lagern, Fabriken, Hotels und Restaurants geplant. Die Hauptprojekte sind der Ausbau des Tiefseehafens in Kyaukphyu, der Neubau einer Eisenbahnstrecke zwischen dem Hafen und Mandalay, der Ausbau der bestehenden Strecke zwischen Mandalay und Lashio und der Neubau der Strecke zwischen Lashio und Muse. Insgesamt ist der CMEC in 34 Einzelprojekte unterteilt. Bei einer Realisierung des Projektes könnte die chinesische Wirtschaft ihre Abhängigkeit von der Straße von Malakka verringern und Industrien ins Inland nach Yunnan verlegen. Die Transportstrecken für den Export nach Afrika, Indien, Arabien und Europa würden sich bedeutend verringern und dadurch würden Kosten und Zeit gespart. Die Kosten für den Import von Rohstoffen wie Kupfer und Zinn aus Myanmar wurde sich ebenfalls verringern und der Export von Gütern nach Myanmar könnte von der Straße auf die Schiene verlegt werden. Der CMEC gilt als sehr anspruchsvoll und damit teuer. Myanmar ist ein bergiges Land mit tiefen Schluchten und schwierigen geographischen Verhältnissen. Problematischer aber ist die politische Situation. Das Land befindet sich seit fast 80 Jahren im permanenten Bürgerkrieg mit dutzenden von bewaffneten Organisationen. Auch herrscht eine gewisse antichinesische Stimmung im Land vor. Die Mehrheit der Bevölkerung lehnt Infrastrukturvorhaben der chinesischen Regierung ab.

## Geschichte
Bereits in der Antike bestand eine Verbindung zwischen China und dem Indischen Ozean als Teil der Seidenstraße. Die alten Karawanenwege dienen als Vorbild für den CMEC. Das Projekt ist Teil der Neuen Seidenstraße, einem gigantischen Straßen und Schienen Projekts der chinesischen Regierung.
Die Idee einer Wiederaufnahme einer Verbindung zwischen dem Indischen Ozean und China geht auf die britische Kolonialverwaltung zurück. Bereits nach der Eroberung des Königreichs Burmas 1888 wurden Expeditionen losgeschickt, um zu prüfen, ob es einen Wassenweg zwischen Kunming und der Küste geben könnte. Der Salween Fluss eignete sich aber nicht dafür. Die Strömung war zu stark und es gab zu viele Hindernisse. Der Salween ist ein Gebirgsfluss in einem engen Tal.
Der Irrawaddy dagegen war zwar schiefbar aber der Fluss endete in einem unzugänglichen Grenzgebiet im Kachin-Staat. Zwischen 1898 und 1905 entstand eine Schmalspurbahn zwischen Mandalay und Lashio. Es war geplant diese bis an die Grenze zu China weiterzuführen. Von Chinesischer Seite sollte die Strecke dann bis Kunming weitergeführt werden. Aber das Terrain erwies sich als zu schwierig. Nachdem die chinesische Regierung den Zugang zur See während des Krieges mit Japan verloren hatte, wurde eine Straße zwischen Lashio und der Grenze zu China gebaut. Diese sogenannte Burma Road wickelte von 1939 bis 1942 den alliierten Nachschub nach Kunming ab. Der Nachschub gelangte via Yangon nach Lashio via Eisenbahn und wurde dann mit Lastwagen weitertransportiert. 1942 wurde Mandalay von den Japanern erobert und Straße konnte nicht mehr verwendet werden.
Nachdem Sieg der Kommunisten in China setzten sich nationalchinesische Kuomintang Truppen in das Grenzgebiet im Shan-Staat ab. Dadurch wurde der Verkehr zwischen China und Myanmar unterbrochen. Nachdem die Kuomintang durch chinesische und myanmarische Truppen vom chinesischen Grenzgebiet an die thailändische Grenze vertrieben worden waren, setzte sich die Kommunistische Partei Burmas in diesen Grenzgebieten fest. Die Burmesischen Kommunisten waren mit der chinesischen Volksbefreiungsarmee ins Land gekommen und führten mithilfe chinesischer Freiwilliger Operationen gegen die Zentralregierung von diesen schwerzugänglichen Regionen durch. Später rekrutierten die Kommunisten ethnische Minderheiten wie Wa und Lahu für ihren Kampf. 1988 wurde der Diktator Ne Win durch einen Militärputsch gestürzt. Die neue Militärregierung nahm Verhandlungen mit China und den ethnischen Truppeneinheiten der Kommunisten auf. 1989 rebellierten die Minderheiten in der kommunistischen Partei und unterzeichneten Waffenstillstandsabkommen mit der neuen Militärregierung. Die kommunistischen Kader mussten nach China fliehen. China hatte sie fallengelassen. China war eher an guten nachbarschaftlichen Beziehungen zu der Zentralregierung in Yangon interessiert als an Spannungen mit dieser. Eine Rolle spielte damals schon ein Landweg zum Indischen Ozean. Erst nach 1989 konnte ernsthaft über einen Grenzverkehr zwischen den Ländern verhandelt werden. Die Burma Road war inzwischen verfallen und unpassierbar geworden.
2007 begann die Firma Asia World mit der Planung eines neuen Tiefseehafens auf der Insel Maday für den Transport von Gütern zwischen dem Indischen Ozean und Kunming in der chinesischen Provinz Yunnan. Asia World war schon an mehreren Infrastrukturprojekten in Myanmar wie dem Bau der Mandalay–Lazio–Muse-Fernstraße maßgeblich beteiligt gewesen. Asia World wurde von Lo Hsing Han (1935–2013) gegründet, einer Größe im Rauschgiftgeschäft. 2008 wurde mit dem Bau einer 1060 Kilometer langen Erdölpipeline nach Kunming in Yunnan begonnen. Die Pipeline ging 2014 in Betrieb, eine Gaspipeline folgte. Die Pipelines ermöglichen es, Yunnan mit Öl und Gas aus dem Mittleren Osten zu versorgen, ohne einen riesigen Umweg über die Straße von Malakka nutzen zu müssen. Kyaukphyu wurde zum strategisch wichtigen Ort für China. Seit 2010 versucht die chinesische Regierung, den Bau einer Normalspur-Eisenbahnlinie zwischen Kunming und Kyaukphyu zu realisieren.
2013 schlug der chinesische Premierminister Li Keqiang den Bangladesh-China-India-Myanmar Economic Corridor (BCIM) vor, einem viel größeren Projekt als der CMEC. Aber Indien hatte keinerlei Interesse an einem solchen Projekt. Deswegen wurde an dessen Stelle 2017 der CMEC von der chinesischen Regierung vorgeschlagen. Aung San Suu Kyi besuchte 2017 und 2019 Peking, wo ihr 30 Projekte von der chinesischen Regierung vorgeschlagen wurden, welche China im Land realisieren wollte. 2019 stimmte sie 9 dieser Projekte zu. Eines davon war der CMEC. Auch eine Sonderwirtschaftszone in Kyaukphyu und eine in Yangon wurden vereinbart. Der Bau der Strecke zwischen Yangon und Mandalay sollte aber von japanischen Firmen realisiert werden. Im Januar 2020 besuchte der chinesische Präsident Xi Jinping Myanmar. Eines seiner Gesprächsthemen war der CMEC. Vermessungstrupps aus China begannen die Strecke zwischen Lashio und Muse zu vermessen. Aber die Verhandlungserfolge mit der zivilen Regierung hielten nicht lange. Am 1. Februar 2021 putschte das Militär. Im Juni 2023 wurden die durch COVID und den Putsch unterbrochene Arbeiten an der Muse Lashio Linie wieder aufgenommen. Im August 2023 setzte sich der Vorsitzende der Militärregierung Min Aung Hlaing für die Fortsetzung des Ausbaus des von China finanzierten Hafens in Kyaukphyu ein. Am 27. Oktober 2023 starteten bewaffnete ethnische Organisationen die Operation 1027. Offiziell war China an dieser Operation nicht beteiligt, aber es fällt schon auf, dass die Operation Gebiete eroberte, in welchen auch der CMEC geplant war. Im April 2024 nahm die Arakan Army (AA) die Umgebung des Hafens von Kyaukphyu ein. Die AA und die Myanmar Nationalities Democratic Alliance Army (MNDAA) und der Ta’ang National Liberation Army (TNLA), welche an der Eroberung von Gebieten um Muse, Lashio und Kyaukphyu beteiligt waren, gelten als China freundlich und von China unterstützt. Dabei übernahm die Provinzregierung von Yunnan diese Aufgabe und nicht die Zentralregierung in Peking. Die Provinzregierung investierte in Bergwerke und Plantagen in Gebieten der ethnischen bewaffneten Organisationen. Mit den Offensiven soll Druck auf die Militärregierung ausgeübt werden das CMEC Projekt voranzutreiben, vermuten Beobachter. Aber auch die Exilregierung versuchte Druck auf China auszuüben. So erklärte sie Verhandlungen über Projekte mit der Militärregierung für Illegal. Anderseits erklärte sie die Verträge, welche unter der Vorgängerregierung unterschrieben wurden zu akzeptieren und die Investitionen zu schützen.

## Widerstand
Die Regierungen von Myanmar versuchten immer wieder Einfluss auf das Projekt zu nehmen und Konditionen zu ändern. So sah das ursprüngliche Projekt eine 7 Milliarden Dollar Investition in den Hafen von Kyaukphyu vor. Dabei sollte Myanmar 15 % der Kosten übernehmen. Der Regierung gelang es das Hafenprojekt auf 1.3 Milliarden Dollar zu reduzieren und einen Anteil von 30 % zu erhalten. Die Regierung argumentierte, hohe Investitionen würden das Land in eine Schuldenfalle treiben. Die chinesische Regierung müsste klar kommunizieren, welche Vorteile Myanmar von solchen Projekten hätte. Für die Eisenbahn zwischen Muse und Lashio würden 9 Milliarden Dollar eingeplant. Myanmar bestand darauf, dass sich auch andere Internationale Organisationen an der Finanzierung beteiligen können. Eine Finanzierung durch Myanmar wäre ausgeschlossen. Auch stellte sich die Regierung gegen ein Stausee Projekt im Kachin-Staat. Der Myitsone Dam sollte eine wesentliche Rolle im Projekt spielen. Auch andere Projekte, welche der Gewinnung von Elektrizität für die Strecke dienten wurden abgelehnt oder verzögert. Widerstand kam auch von der örtlichen Bevölkerung entlang der bestehenden Pipelines. China investierte daraufhin in Schulen und Krankenhäuser entlang der Pipelines. Teile des Widerstands sind irrational oder werden von externen Akteuren gesteuert. So geht die chinesische Regierung ebenso ein hohes Risiko ein, indem sie in eine Investitionsfalle laufen könnte. Und die Eisenbahn zwischen Boten und Vientiane in Laos hat klar gezeigt, dass die örtliche Bevölkerung sehr wohl von solchen Infrastruktur Projekten profitiert. So verringerte sich die Reise von Vientiane nach Luang Prabang von 14 Stunden auf 2 Stunden, was dem Tourismus in Luang Prabang zugutekam. Heute gilt Luang Prabang als ein Tourismuszentrum für Laos und ist beliebt unter thailändischen Touristen und Touristen, welche ursprünglich Thailand besuchen. Aber auch chinesische Besucher nutzen die Eisenbahn und sorgen für einen Boom in der Stadt.
Ein Großteil der internationalen Gemeinschaft verurteilte Projekte von China mit der Militärregierung. China versuchte Kritik an ihrer Investitionspolitik zu umgehen, indem örtliche Behörden wie die Yunnan Provinzverwaltung und nicht die Zentralregierung als Verhandlungspartner mit der Militärregierung auftraten.

## Alternativen

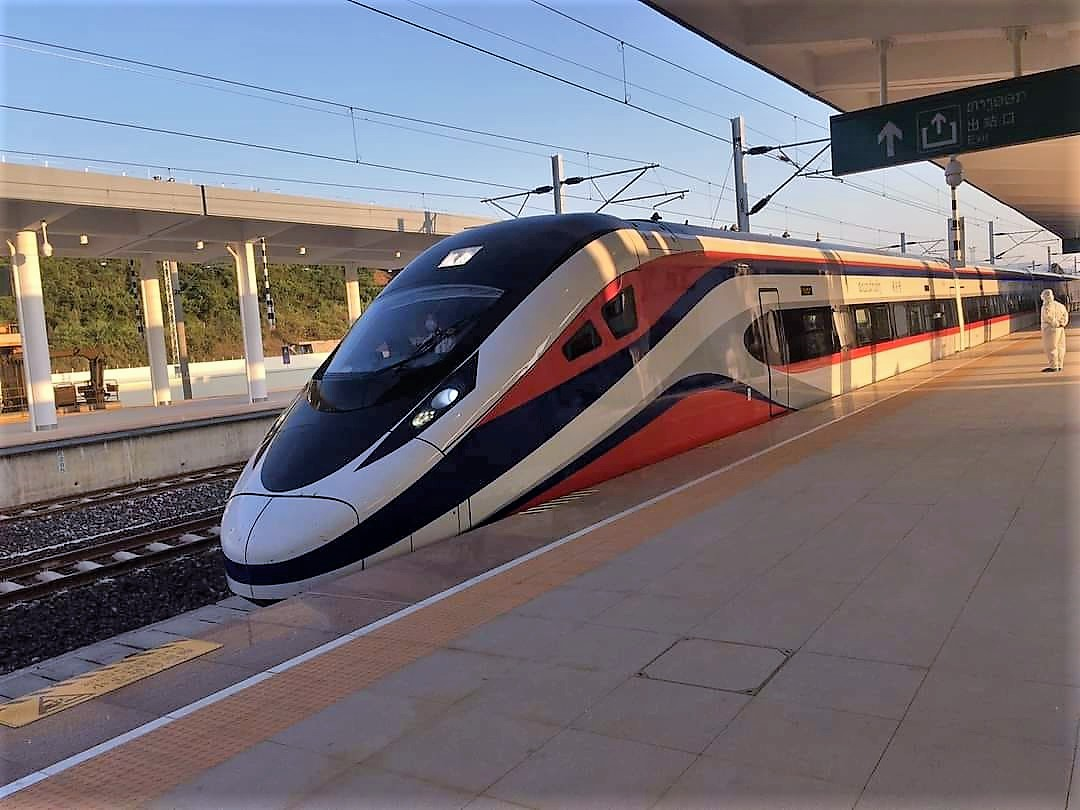
Die China-Laos-Eisenbahn wurde 2023 eröffnet. Sie könnte als Alternative für das CMEC nach Bangkok und an den Indischen Ozean verlängert werden.

Theoretisch könnte eine Verbindung von Yunnan an den Indischen Ozean auch über Laos und Thailand erfolgen. Thailand verfügt über Häfen am Indischen Ozean, welche sich aber im Süden des Landes befinden. Dafür müsste das Schmalspurnetz der thailändischen Eisenbahnen ausgebaut werden. Dies erfolgt im Rahmen der Schnellfahrstrecke Kunming–Singapur. Der Erste Abschnitt zwischen dem laotischen Boten und Vientiane wurde 2023 in Betrieb genommen. Auch mit dem Ausbau der Strecke zwischen Bangkok und Nakhon Ratchasima wurde Stand 2024 begonnen. Die Strecke wird auf Brücken über der existierenden Schmalspurbahn realisiert. In beiden Fällen ist die China Railway Vertragspartner. Im Gegensatz zu Myanmar begrüßen die meisten Thai die Investitionen von China.